# Vlad Van Mechelen
Vlad Van Mechelen (Leefdaal, 2 juni 2004) is een Belgisch-Litouwse  wielrenner die sinds 2025 rijdt bij de UCI World Tour-ploeg Bahrain-Victorious.

## Carrière
Van Mechelen ging in 2021 rijden bij de amateurploeg Cannibal Team, dat werd opgericht door zijn ouders. Bij deze ploeg rijden sinds zijn oprichting renners met zeer verschillende nationaliteiten. In 2021 was hij onder meer ploeggenoot van de Canadees Dylan Bibic. Namens deze ploeg behaalde Van Mechelen onder andere top tien klasseringen bij de junioren editie van Parijs-Roubaix, de Vredeskoers voor junioren en nationale kampioenschappen. Eveneens bij de junioren won hij in 2022 onder andere de vijftiende editie van de Guido Reybrouck Classic en een etappe in de Trophée Centre Morbihan. Echter, viel hij dat jaar in de LVM Saarland Trofeo en moest hij worden geopereerd. Enkele weken later was hij weer actief in het peloton. Aan het eind van datzelfde jaar werd hij derde op de Wereldkampioenschappen, bij de junioren. Hij moest enkel Emil Herzog en António Morgado voor zich laten. 
In 2023 maakte hij de overstap naar de beloften en ging rijden bij Development Team dsm-firmenich tot en met juli van 2024. Zo reed hij in 2023 drie dagen in de jongerentrui van de Giro Next Gen en in 2024 behaalde hij top tien plaatsen in de Dorpenomloop Rucphen 2024 en Parijs-Roubaix, bij de beloften. Per augustus 2024 ging hij als stagiair rijden bij Bahrain Victorious. Dat jaar mocht hij nog deelnemen aan wedstrijden als de Ronde van Duitsland, de Ronde van Groot-Brittannië en de Ronde van Emilia. Bij diezelfde ploeg ging hij per 2025 onder vast contract rijden bij de elite.

## Overwinningen
2022
2e etappe Manavgat Side Junior
Guido Reybrouck Classic
1e etappe Trophée Centre Morbihan
Puntenklassement Trophée Centre Morbihan

### Resultaten in voornaamste wedstrijden
|      | \| Jaar \| Ronde van Vlaanderen \| Parijs-Roubaix \| Brabantse Pijl \| \| ---- \| -------------------- \| -------------- \| -------------- \| \| 2024 \| \| \| opgave \| \| 2025 \| 54e \| 49e \| \| |                |                |
| Jaar | Ronde van Vlaanderen | Parijs-Roubaix | Brabantse Pijl |
| 2024 | |                | opgave         |
| 2025 | 54e | 49e            |                |

## Ploegen
- 2021 –  Cannibal Team
- 2022 –  Cannibal Team
- 2023 –  Development Team dsm-firmenich
- 2024 –  Development Team dsm-firmenich PostNL (tot en met 31/07)
- 2024 –  Bahrain-Victorious (vanaf 01/08)
- 2025 –  Bahrain-Victorious

Arashiro · Arndt · Bauhaus · Bilbao · Bruttomesso · Buitrago · Buratti · Caruso · Govekar · Gradek · Haig · Kepplinger · Madan · Miholjević · Mohorič · Pasqualon · Pickering · Poels · Price-Pejtersen · Rajović · Scott · Stannard (vanaf 19/8) · Sütterlin · Tiberi · Træen · Tu · Wiśniowski (vanaf 1/3) · Wright · Zambanini · Skerl (stagiair) · van der Meulen (stagiair) · Van Mechelen (stagiair)
Arndt · Bauhaus · Bilbao · Bruttomesso · Buitrago · Buratti · Caruso · Ermakov · Eržen · Eulálio · Govekar · Gradek · Haig · Kepplinger · Martinez · Miholjević · Mohorič · Paasschens · Pasqualon · Pickering · Skerl · Stannard · Stockwell · Tiberi · Træen · Tu · van der Meulen · Van Mechelen · Wright · Zambanini